# Plourac’h
Plourac’h település Franciaországban, Côtes-d’Armor megyében. Lakosainak száma 350 fő (2022. január 1.). Plourac’h Calanhel, Carnoët, Lohuec, Plusquellec és Bolazec községekkel határos.

## Népesség
A település népességének változása:
| Lakosok száma | 742  | 513  | 437  | 354  | 341  | 328  | 319  | 317  | 328  | 350  |
|               | 1968 | 1982 | 1990 | 2006 | 2013 | 2015 | 2017 | 2019 | 2020 | 2022 |